# Communion et Libération
Communion et Libération (en italien Comunione e Liberazione - CL) est un mouvement catholique fondé en 1954 par don Luigi Giussani, un prêtre de Lombardie. 

## Historique
Héritier du catholicisme social italien et de la Démocratie chrétienne, le mouvement est fondé par Luigi Giussani, aumônier à Milan afin de rendre les jeunes attentifs à Jésus-Christ dans l'esprit de l'Action catholique.
Les contestations étudiantes de 1968 puis les années de plomb orientent le mouvement, qui s'appellera officiellement Comunione e Liberazione à partir de 1969, vers une ligne antimarxiste et la recherche d'une perméabilité entre religion, politique et culture. Très implanté à l'université catholique de Milan, Communion et libération crée des coopératives étudiantes et des centres d'études chrétiennes afin de contrer les structures d'extrême gauche, et se dote d'un bras économique, la Compagnia delle Opere. De même, son Meeting de Rimini annuel est conçu comme une riposte à la fête de l'Unita du Parti communiste italien. Le mouvement participe au débat public contre le divorce (1974) ou contre l'avortement (1980). Le pape Jean-Paul II participe au meeting de Rimini en 1982.
Allié à Démocratie chrétienne via le Mouvement populaire, jusqu'à la dissolution du mouvement et du parti, Communion et Libération acquiert un poids politique en Italie du Nord, soutenant au delà de son parti comme le socialiste Bettino Craxi, alternative de gauche au communisme. Communion et Libération demeure influent politiquement, à l'instar de Roberto Formigoni et Rocco Buttiglione, ancien idéologue du mouvement, au sein des Chrétiens démocrates unis. Il se rapproche ensuite de Silvio Berlusconi, tout en s'alliant au centre gauche en Émilie-Romagne. Mario Mauro, député européen du parti Peuple de la liberté est considéré comme l'un des relais politiques du mouvement. Il soutient 200 candidats lors des élections générales italiennes de 2008. L'activisme du mouvement lui permet d'obtenir une loi favorable à sa Fondazione Banco Alimentare ou la modification de l'article 118 de la Constitution italienne en 2001, instaurant une subsidiarité entre les secteurs public et le privé dans certains domaines.
Depuis 2005, après le décès de Giussani, le responsable du mouvement est l'Espagnol Julián Carrón, qui critique la dérive politique du mouvement.
Donnant une grande importance aux actions caritatives, envers les malades ou les pauvres, Communion et Libération possède en Italie de nombreuses structures sociales : l'Association de volontariat à l'étranger (AVSI), une banque alimentaire, des fondations pour l'adoption, des hôpitaux, des services de restauration, des maisons d'édition, des écoles, des ONG actives dans le Tiers Monde et des centres de traitement du sida. « 41 sites, associe 34 000 entreprises, 1 000 organisations du secteur non lucratif, plusieurs milliers de salariés » regroupés depuis 1986 au sein de la Compagnia delle Opere, donnant également au mouvement une influence économique. 
Il compte également parmi ses membres des évêques italiens, dont le cardinal Angelo Scola, patriarche de Venise puis archevêque de Milan. Communion et Libération est présente dans 87 pays avec 100 000 adhérents environ, la plupart se trouvant en Italie. Il existe également de nombreuses communautés en Espagne et au Brésil. Le mouvement est présent aussi en France, en Suisse dans le Canton du Tessin (en particulier au sein de la ville de Lugano) ou encore au Québec.
La rencontre de Rimini rassemble chaque d'été plusieurs centaines de milliers de participants à Rimini. 
Pour l'écrivain Roberto Saviano, « Communion et Libération est une association très puissante en Lombardie, c’est elle qui dicte les lois. » Le journaliste Ferruccio Pinotti juge que « CL est plus puissante que l’Opus Dei, plus efficace que la franc-maçonnerie et plus «connectée» que la Confindustria ».

## Vie de la communauté
Les membres de Communion et Libération se rencontrent généralement chaque semaine dans des petits groupes pour l'école de communauté. Dans ces rencontres, ils lisent quelques pages d'un livre de Luigi Giussani qui a été décidé par la direction du mouvement. Partout dans le monde les mêmes lectures sont faites chaque semaine. Après la lecture, il y a une discussion de comparaison du texte avec la propre expérience de chaque participant. Des exemples de la vie concrète, vécus de préférence dans la semaine écoulée, sont partagés avec les autres. Le but est de vérifier si la proposition chrétienne aide à vivre une vie plus pleine, plus profonde et plus belle, et de s'aider les uns les autres à cheminer vers une relation plus profonde et concrète avec le Christ.
D'autres propositions faites par le mouvement sont le fonds commun et l'action caritative. Le fonds commun est un paiement fait chaque semaine au mouvement. Son montant est fixé par chaque membre, selon ses possibilités. Ce qui est requis est la fidélité chaque mois. Cela est proposé comme instrument d'éducation pour soutenir, la valeur du mouvement qui demande de rentrer dans tous les aspects de la vie, même économique.
Le désir de vivre l'événement chrétien dans tous les aspects de la vie concrète a conduit le mouvement à être très actif dans la société.

## Mouvement
- L'association laïque Memores Domini
- Les missionnaires de Saint Charles Borromée, société de vie apostolique masculine.
- Les sœurs de la charité de l'Assomption, congrégation religieuse féminine.

## Rassemblements
Le meeting de Rimini est le rassemblement principal de la communauté tous les ans, vers la fin août. En 2008, près de 700 000 personnes y participaient, dont de nombreux hommes politiques italiens,.